# Řehoř
Řehoř je mužské křestní jméno řeckého původu, odvozené od výrazu grégoros – „bdělý“. Podle českého kalendáře má svátek 12. března. Toto jméno bylo oblíbené mezi papeži, neslo je 16 z nich a mimo to 3 vzdoropapežové.

## Statistické údaje
Následující tabulka uvádí četnost jména v ČR a pořadí mezi mužskými jmény ve srovnání dvou roků, pro které jsou dostupné údaje MV ČR – lze z ní tedy vysledovat trend v užívání tohoto jména:
| Rok       | Četnost  | Pořadí    |
| 1999      | 55       | 447.      |
| 2002      | 52       | 465.      |
| Porovnání | o 3 méně | o 18 hůře |
| 2006      | 48       | 791.      |

Změna procentního zastoupení tohoto jména mezi žijícími muži v ČR (tj. procentní změna se započítáním celkového úbytku mužů v ČR za sledované tři roky 1999–2002) je -4,8%.

## Domácké podoby
Řehořek, Řehořík, Říha, Řehoš, Řehošek, Hořík, Hořek, Řehůřek

## Řehoř v jiných jazycích
- anglicky: Greg, Gregory
- chorvatsky: Grgur
- italsky: Gregorio
- latinsky: Gregorius
- maďarsky: Gergely
- německy: Gregor
- polsky: Grzegorz
- slovensky: Gregor
- ukrajinsky: Hryhorii

## Známí nositelé jména

### Svatí
- Řehoř Osvětitel (257–334), arménský biskup
- Řehoř Naziánský (329–389)
- Řehoř z Nyssy (335–po 394)
- Řehoř z Tours (539–594), biskup a kronikář
- Řehoř z Nareku (944–1010)
- Řehoř Palama viz Gregorios Palamas (1297–1359)

### Papežové
- sv. Řehoř I. Veliký (540–604)
- sv. Řehoř II. (669–731)
- sv. Řehoř III. (690–741)
- Řehoř IV. († 844)
- Řehoř V. (972–999)
- Řehoř VI.
- sv. Řehoř VII. (1025–1085)
- Řehoř VIII. (1100–1187)
- Řehoř IX. († 1241)
- Řehoř X. (1210–1276)
- Řehoř XI. (1329–1378)
- Řehoř XII. (1326–1417)
- Řehoř XIII. (1502–1585)
- Řehoř XIV. (1535–1591)
- Řehoř XV. (1554–1623)
- Řehoř XVI. (1765–1846)

### Ostatní
- Řehoř Zajíc z Valdeka (asi 1235–1301) – pražský biskup
- Bratr Řehoř († 1474) – zakladatel Jednoty bratrské
- Řehoř Hrubý z Jelení (1460–1514) – český spisovatel, překladatel a humanista.
- Řehoř Pražský (asi 1440–1511) – český humanista
- Řehoř Samsa – postava z povídky Proměna od Franze Kafky
- Řehoř z Heimburka (kolem 1400–1472) – německý humanista
- Řehoř III. Laham (* 1933) – melchitský řeckokatolický patriarcha Antiochie a celého Východu

- Seznam článků začínajících na „Řehoř“

## Řehoř jako příjmení
- viz Řehoř (příjmení)